# Matthias Nagatis
Matthias Nagatis (* 1954 in Rodewisch) ist ein deutscher Schauspieler, Autor und Theaterregisseur.

## Leben
Matthias Nagatis studierte von 1977 bis 1980 Schauspiel an der Hochschule für Schauspielkunst „Ernst Busch“ Berlin, Außenstelle Rostock. Es folgte 1980–84 ein erstes Engagement an den Städtischen Bühnen Magdeburg, von 1984 bis 1996 war er als Schauspieler und Regisseur am Staatsschauspiel Dresden engagiert. Seit 1996 arbeitet er als freier Regisseur an verschiedenen Häusern, u. a. an den Theatern Bautzen, Zwickau, Rostock, Schwerin und Radebeul sowie den Kabaretts Herkuleskeule Dresden und Leipziger Pfeffermühle. Von 1998 bis 2012 war er am Theater Vorpommern als Schauspieldirektor tätig. 
Matthias Nagatis lebt in Dresden.

## Inszenierungen (Auswahl)
- 1996 	»Minna von Barnhelm« Theater Zwickau
- 1997 	»King Lear« Theater Bautzen
- 1997 	»Goetheprogramm« Podium Dresden
- 1998 	»Cyrano de Bergerac« Theater Vorpommern
- 1998 	»Der Revisor« Landesbühnen Sachsen
- 2000 	»Macbeth« Theater Vorpommern
- 2001  »Shakespeare gesammelte Werke« Theater Vorpommern
- 2006 	»Hamlet« Theater Vorpommern
- 2006  »Leise flehen meine Glieder« Herkuleskeule Dresden
- 2007 	»Die Möwe« Theater Vorpommern
- 2007 	»Ein Sommernachtstraum« Theater Vorpommern
- 2008 	»Was Ihr wollt« Theater Vorpommern
- 2008 	»Prinz Friedrich von Homburg« Theater Vorpommern
- 2009 	»Die Räuber« Theater Vorpommern
- 2009 	»Zähmung der Widerspenstigen« Theater Vorpommern
- 2010  »Frust oder Keule« Pfeffermühle Leipzig
- 2011 	»Der zerbrochne Krug« Theater Vorpommern
- 2011 	»Maria Stuart« Theater Vorpommern
- 2014 	»Anna Karenina« Theater Bautzen
- 2015  »Die Zukunft lügt vor uns« Herkuleskeule Dresden